# Pisione mista
Pisione mista är en ringmaskart som beskrevs av Yamanishi 1998. Pisione mista ingår i släktet Pisione och familjen Pisionidae. Inga underarter finns listade i Catalogue of Life.